# Mark Eastwood
Mark Simon Eastwood est un homme politique du Parti conservateur britannique qui est député de Dewsbury de 2019 à 2024.

## Jeunesse
Eastwood grandit à Thornhill Lees avant de déménager au Wilton Estate à Batley à l'âge de six ans. Il rejoint le Parti conservateur à l'âge de 17 ans alors qu'il est étudiant au Batley Boys High School.
Eastwood se présente plusieurs fois pour le quartier Dewsbury East du Conseil de Kirklees. Avant de devenir député, il travaille pour une entreprise qui fournit du mobilier et des équipements médicaux au NHS et est le représentant du Yorkshire et Humber des Conservative Workers &amp; Trade Unionists.

## Carrière parlementaire
Eastwood remporte Dewsbury sur la sortante travailliste Paula Sherriff aux élections générales de 2019.
Son premier voyage à l'étranger a lieu au Pakistan en 2020 dans le cadre d'une délégation multipartite.
Eastwood s'identifie comme un « conservateur modéré et compatissant ». Il est partisan du Brexit, ayant travaillé sur des campagnes de vote locales lors du référendum de 2016.